# Lago Rosselot
Lago Rosselot är en sjö i Chile.   Den ligger i regionen Región de Aisén, i den södra delen av landet, 1 200 km söder om huvudstaden Santiago de Chile. Lago Rosselot ligger 71 meter över havet. Arean är 35 kvadratkilometer. Den sträcker sig 20,6 kilometer i nord-sydlig riktning, och 6,0 kilometer i öst-västlig riktning.
I omgivningarna runt Lago Rosselot växer i huvudsak blandskog. Trakten runt Lago Rosselot är nära nog obefolkad, med mindre än två invånare per kvadratkilometer.